# Sirokkó (szél)
A sirokkó (olasz: scirocco) – Dalmáciában jugo néven ismert – a Földközi-tengerről induló, kelet–délkeleti irányból fújó meleg, páradús szél. Októbertől január végéig igen jelentős esőzést hozhat. A hullámokat magasra felkorbácsoló sirokkó érkezésének előjelei közé tartozik, hogy a déli látóhatáron az eget ólomszürke felhők borítják el. A sirokkó gyakran több napig is eltart. Megesik az is, hogy a szél Afrika irányából vöröses-barnás homokszemeket fúj. Megemlítendő, hogy a sirokkó akár néhány perc leforgása alatt is képes megváltoztatni irányát és igen erős északkeleti irányú széllé válhat.